# Concerto per pianoforte e fiati
Il Concerto per pianoforte e fiati (titolo originale Concert pour piano suivi d'orchestre d'harmonie) è una composizione di Igor' Fëdorovič Stravinskij scritta fra il 1923 e il 1924 e appartiene al periodo neoclassico dell'autore.

## Storia
Nel 1923 Stravinskij decise di impegnarsi nella stesura di un concerto per pianoforte e orchestra. A tal scopo, avendo deciso di essere anche l'interprete dell'opera, iniziò a studiare con diligenza il pianoforte, seguendo così i consigli di Sergej Kusevickij. La composizione fu iniziata a Biarritz nell'estate del 1923 e terminata nella primavera del 1924. La prima esecuzione avvenne all'Opéra di Parigi il 22 maggio 1924 con l'autore al pianoforte e l'orchestra diretta da Sergej Kusevickij. Otto giorni prima vi era stata un'anteprima del Concerto realizzata per due pianoforti a casa della Principessa di Polignac dove Jean Wiener eseguiva al secondo pianoforte la parte orchestrale. Nel 1950 Stravinskij fece una revisione della partitura.

## Analisi
Il Concerto per pianoforte e fiati è una delle opere più eterogenee di Stravinskij. In tutto il lavoro si ritrovano echi o spunti che rimandano ad altri autori, ma sono sempre ricordi lontanissimi, ben diversi dalle precise citazioni come invece era accaduto in opere precedenti. Il primo tempo si apre con un Lento grandioso che ricorda in qualche misura Händel; segue un Allegro che riecheggia Bach ed anche le sonate di Domenico Scarlatti per poi ritornare ad un tempo lento. Il secondo movimento, Larghissimo, si apre con il pianoforte protagonista inizialmente con una melodia semplice per poi impegnarsi in due cadenze solistiche di particolare virtuosismo. Il terzo ed ultimo movimento è il più vario ed inusuale di tutto il Concerto; è introdotto da un Allegro che riprende il tema iniziale inserendovi spunti jazzistici miscelati con grande maestria ad elementi che ricordano ancora la musica settecentesca e, dopo un Lento che si riallaccia ancora allo spunto iniziale dell'opera, si chiude con un Allegro estroso che alterna ancora momenti di ispirazione barocca ad altri elementi della musica jazz quali glissandi. La coda finale ripropone il Largo del primo tempo e chiude con uno stringendo.

## Organico
Pianoforte solista; ottavino, due flauti, due oboi, corno inglese, due clarinetti, due fagotti (il secondo anche controfagotto), quattro corni, quattro trombe, tre tromboni, basso tuba, timpani, contrabbassi.